# 猎扫雷舰

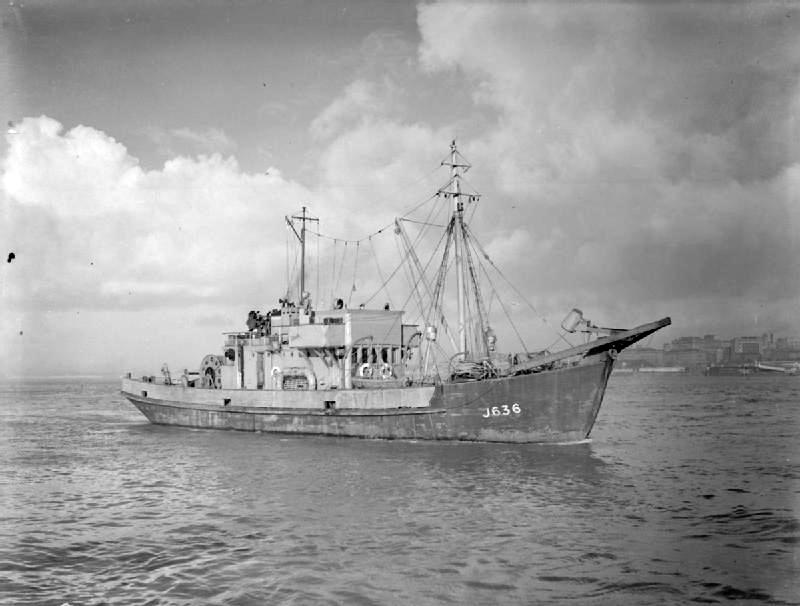
二戰期間，J 636掃雷艇在英國沿海水域進行中

猎扫雷舰也称作扫猎雷舰（英語：Minesweeper），是一种用于定位和清除水雷的军舰，猎扫雷舰将猎雷舰和扫雷舰的功能集中在一艘军舰上。

## 歷史
已知最早的水雷使用可追溯到明朝。然而，專門的掃雷艇直到幾個世紀後的克里米亞戰爭期間才出現，並由英國人部署。克里米亞戰爭掃雷艇是拖曳抓鉤以攔截地雷的划艇。掃雷技術在日俄戰爭中興起，使用老化的魚雷艇作為掃雷艇。
在英國，海軍領導人在第一次世界大戰爆發前就認識到水雷的發展對國家航運構成威脅，並開始努力應對這種威脅。亞瑟威爾遜爵士指出，當時真正的威脅是地雷輔助的封鎖，而不是入侵。捕魚船隊的拖網漁船及其拖網漁具的功能被認為與排雷有著天然的聯繫，除此之外，拖網漁船被用來使英吉利海峽遠離水雷。皇家海軍預備役的拖網漁船部分成為掃雷部隊的前身，配備了專門設計的船隻和設備。這些後備拖網漁船組的漁民和他們的拖網漁船被激活，配備了水雷裝備、步槍、制服，並作為第一批掃雷艦支付報酬。這種專用的掃雷艇第一次出現在第一次世界大戰期間，是花級掃雷艇。到戰爭結束時，海軍水雷技術已經超出了掃雷艦探測和清除的能力。

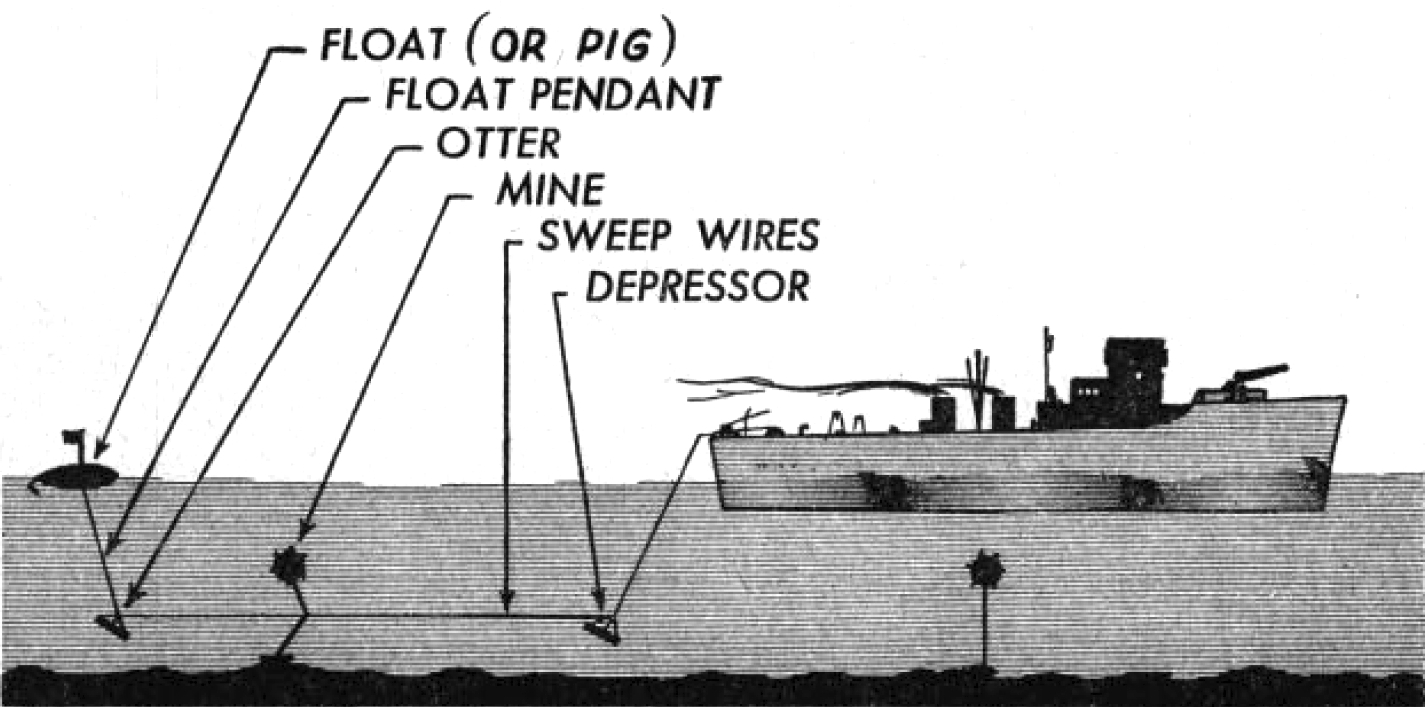
掃雷艇切割鬆散的繫泊地雷

掃雷在二戰期間取得了重大進展。戰鬥國家迅速調整艦艇以適應掃雷任務，包括澳大利亞的35艘民用艦艇成為輔助掃雷艦。在整個戰爭期間，同盟國和軸心國都大量使用掃雷艇。歷史學家廉姆森寫道：“僅德國的掃雷艦就佔了其總兵力的很大一部分，並且在很大程度上是德國海軍的無名英雄。”即使在戰爭結束後，水雷仍然是一個威脅，而掃雷隊在VJ日之後仍然活躍。第二次世界大戰後，盟國致力於開發新型掃雷艇，從用於清理河口的120噸設計到735噸遠洋船隻。美國海軍甚至使用專門的機械化登陸艇來掃蕩朝鮮及其周邊的淺水港口。
截至2012年6月，美國海軍已在波斯灣部署了四艘掃雷艦，以解決地區不穩定問題。作為第9反水雷中隊的一部分，皇家海軍還有四艘掃雷艦駐紮在波斯灣。

## 操作和要求
掃雷艇配備了機械或電氣設備，稱為“掃雷器”，用於禁用地雷。現代掃雷艇的設計目的是減少它自己引爆地雷的機會；它是隔音的以減少其聲學特徵，通常使用木材、玻璃纖維或有色金屬建造，或者經過消磁以減少其磁性特徵。
機械掃掠是設計用於切斷繫泊礦井的錨索的設備，最好附上標籤以幫助隨後的定位和中和。它們被拖在掃雷艦後面，並使用拖曳體（例如oropesa、paravane）將掃雷保持在所需的深度和位置。影響掃描是一種設備，通常被拖曳，模擬特定的船舶特徵，從而導致地雷引爆。最常見的此類掃描是磁和聲發生器。
影響掃描有兩種操作模式：MSM（地雷設置模式）和TSM（目標模擬模式或目標設置模式）。 MSM清掃基於特定類型地雷的情報，並產生引爆該地雷所需的輸出。如果無法獲得此類情報，則TSM掃蕩會重現即將通過該地區的友船的影響。因此，TSM 掃蕩在不知道地雷的情況下清除了針對這艘船的地雷。然而，針對其他船隻的地雷可能仍然存在。
掃雷艇不同於掃雷艇；地雷獵人主動探測並消除單個地雷。在許多情況下，掃雷艇是掃雷艇的補充，具體取決於操作和環境；特別是掃雷艇更適合清理布有大量地雷的開闊水域。這兩種船統稱為反水雷船（MCMV），該術語也適用於兼具兩種角色的船隻。第一艘這樣的船是HMS威爾頓號，也是第一艘由玻璃纖維建造的軍艦。